# Rango de cinco estrellas
El rango de cinco estrellas es el segundo rango militar más alto en los Estados Unidos, con una insignia de general de cinco estrellas. También se usa para referirse otros rangos en diferentes países. 
El rango corresponde generalmente a los comandantes militares operativos de mayor rango y, dentro de la escala de rango estándar de la OTAN, está designado por el código OF-10.
No todas las fuerzas armadas tienen este rango, y en aquellas que lo tienen, la insignia que designa los rangos de cinco estrellas puede no contener las cinco estrellas. Por ejemplo, la insignia del rango francés OF-10 que corresponde al maréchal de France contiene siete estrellas. La insignia del mariscal (marechal) portugués contiene cuatro estrellas doradas, y muchas de las insignias de los rangoss de la Mancomunidad de Naciones (Commonwealth of Nations) no contienen ninguna estrella.
Por lo general, los oficiales de cinco estrellas tienen el rango de general del ejército, almirante de la flota, mariscal de campo, mariscal o general de la fuerza aérea y varios otros rangos con nombres similares. Los rangos de cinco estrellas suelen ser para personas veteranas y conllevan ser los rangos más altos en cada país. Como rango activo, el puesto existe solo en una minoría de países y generalmente lo ocupan solo unos pocos oficiales durante los tiempos de guerra. En tiempos de paz, por lo general se mantiene solo como rango honorífico. Tradicionalmente, los rangos de cinco estrellas se otorgan a comandantes militares distinguidos por sus victorias notables en tiempos de guerra y/o en reconocimiento a su historial de éxitos durante la carrera del oficial, ya sea en la paz o en la guerra. Por otra parte, los jefes de Estado pueden asumir un rango de cinco estrellas (o rangos incluso más altos) en sus funciones como comandantes en jefe de las fuerzas armadas de su nación.
A pesar de la rareza de los oficiales de cinco estrellas, en los Estados Unidos se adoptó un rango aún más alto, el de general de los Ejércitos. Otros nombres para los rangos de mayor alto rango durante el siglo XX incluyeron el de généralissime (Francia), generalísimo (España) y generalissimus (URSS).

## Rangos de cinco estrellas

### España
Actualmente lo ostentan en España el capitán general del Ejército, el capitán general de la Real Armada y el capitán general del Ejército del Aire.
Desde 1922 no es propiamente un rango sino una 'dignidad militar'. El único capitán general es actualmente Su Majestad el Rey de España. El último nombramiento no real (honorífico) fue en 1994 para distinguir a Manuel Gutiérrez Mellado. Según una tradición y como curiosidad, el rango de "capitana general" se otorga a varias imágenes de la Virgen María, entre otras, la Virgen de Butarque, la Virgen del Pilar, la Virgen de Guadalupe, Nuestra Señora de los Reyes, la Virgen de los Desamparados (esta, propiamente como Capitana Generalísima) o la Virgen de los Remedios.

Hombrera de capitán general
Manga de capitán general de la Armada
Hombrera de capitán general del Aire

### Estados Unidos
- Almirante de la flota (mantenido por cuatro oficiales)
- General del Ejército (mantenido por cinco oficiales)
- General de la Fuerza Aérea (mantenido por un oficial)

Antes de que se establecieran los rangos de cinco estrellas en 1944, dos oficiales habían sido promovidos previamente de sus rangos de cuatro estrellas a los rangos superiores y únicos de almirante de la Navy y general de los Ejércitos: el almirante George Dewey (nombramiento en 1903, retroactivo a 1899, fallecido en 1917) y el general John J. Pershing (nombrado en 1919, fallecido en 1948). En 1944, la Armada y el Ejército especificaron que estos oficiales se consideraban superiores a cualquier otro oficial ascendido a los rangos de cinco estrellas dentro de sus servicios (pero no estaba claro si eran superiores por rango o por antigüedad debido a la fecha anterior del rango).
Se crearon rangos de cinco estrellas en el ejército de los Estados Unidos durante la Segunda Guerra Mundial debido a la situación incómoda creada cuando algunos altos comandantes estadounidenses fueron colocados en posiciones al mando de oficiales aliados de rango superior. Los oficiales estadounidenses con rango de cinco estrellas reciben el pago completo como servicio activo de por vida, tanto antes como después de retirarse del servicio activo. Los rangos de cinco estrellas se retiraron en 1981 tras la muerte del general del Ejército Omar Bradley.
Nueve estadounidenses han sido promovidos al rango de cinco estrellas, uno de ellos, Henry H. Arnold, en dos servicios (Ejército de Estados Unidos y luego en la Fuerza Aérea de Estados Unidos). Como parte de la celebración del bicentenario, George Washington, 177 años después de su muerte, fue nombrado permanentemente mayor que todos los demás generales y almirantes estadounidenses con el título de "general de los Ejércitos", con efectividad a partir del 4 de julio de 1976. El nombramiento indicaba que debía tener 'rango y precedencia sobre todos los demás grados del ejército, pasados o presentes'.
Durante la Segunda Guerra Mundial y (más tarde) sirviendo a la OTAN, un pequeño número de comandantes estadounidenses de cinco estrellas también han tenido el título adicional de comandante supremo aliado, dado el control operativo sobre todas las unidades aéreas, terrestres y navales dirigidas por los comandantes de cuatro estrellas de las fuerzas multinacionales.

Dispositivo de cuello, barras en las mangas y hombreras de almirante de la flota
Tira de hombro de general del ejército
Hombrera de general de la fuerza aérea

### Portugal
A diferencia de la mayoría de los demás países, los mariscales del Ejército y la Fuerza Aérea y los almirantes de la Flota (Armada) de Portugal no se identifican con las cinco estrellas, sino con cuatro estrellas doradas, en comparación con los generales y almirantes que también se identifican con cuatro estrellas, pero en plata.
Sin embargo, en las Fuerzas Armadas de Portugal, en distintas épocas del pasado, se previeron nombramientos de cinco estrellas, y no rangos, para los oficiales que ejercían distintos cargos gubernamentales relacionados con la defensa (ministro de Defensa Nacional, ministro del Ejército, secretario de Estado para el Ejército, etc.).